# معرفية متناقلة

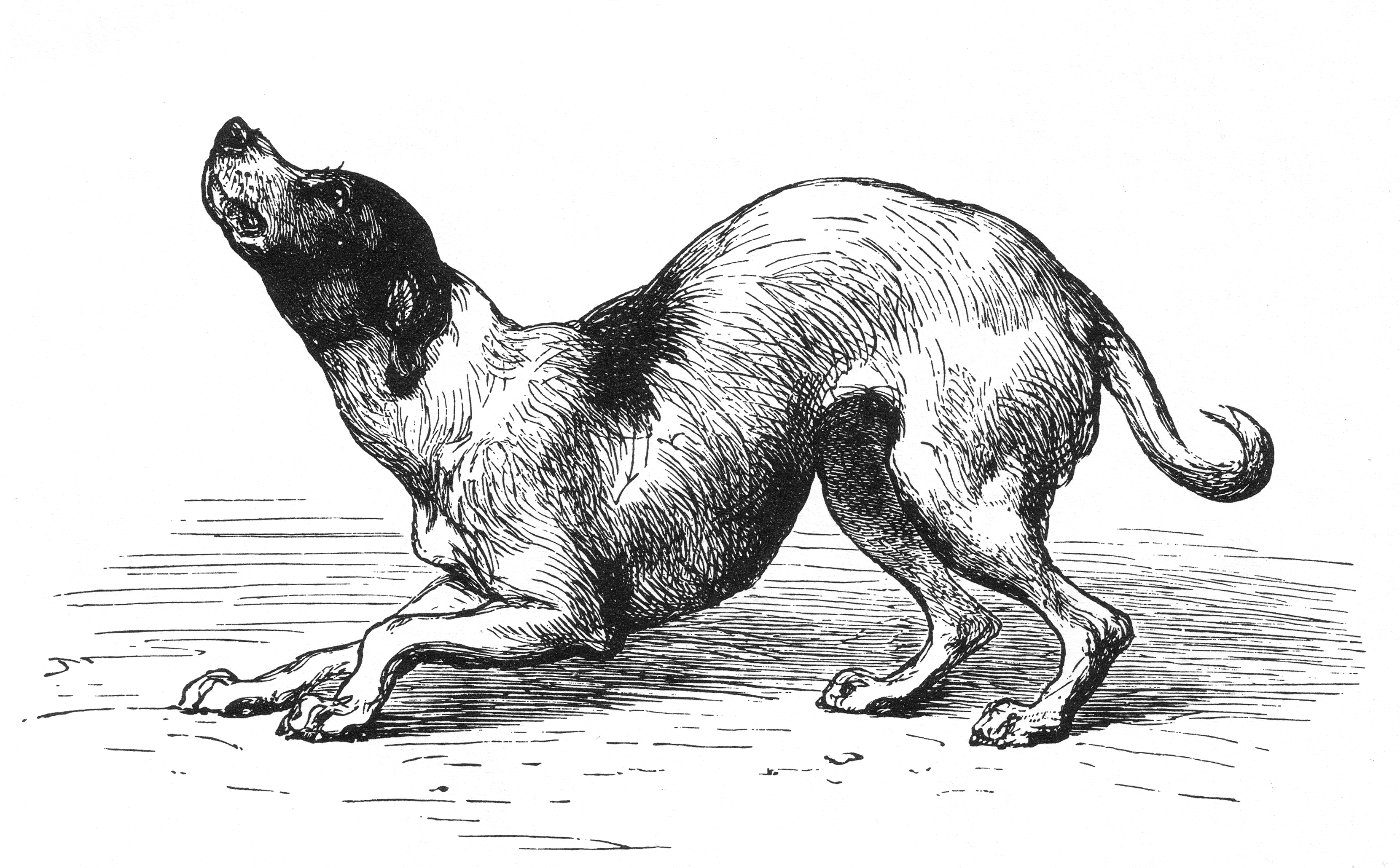
الشكل 6 من كتاب تشارلز داروين "التعبير عن المشاعر عند الإنسان والحيوان"

المعرفية المتناقلة هي إحدى منهجيات البحث المنطوية على استخدام الأدلة المتناقلة والتجسيمية خلال رصد سلوك الحيوانات.
تُعد المعرفية المتناقلة منهجية نفسية منطوية على عزو الحالات العقلية إلى الحيوانات بالاستناد إلى الأدلة المتناقلة والمراقبة الدقيقة لحالات محددة بشكل مستقل عن عمليات المراقبة المطبقة خلال التجارب المضبوطة. يهدف ذلك إلى فهم الوسائل المستخدمة بواسطة الحيوانات في تفسير المنبهات الخارجية الواردة من العالم المحيط بها، ومن ثم كيفية سلوكهم وفقًا لهذه المعلومات والسبب الكامن خلف هذه السلوكيات. وضع تشارلز داروين أسس هذه المنهجية في أواخر القرن التاسع عشر، مطلقًا عليها اسم المعرفية المتناقلة. أثارت هذه المنهجية الجدل داخل الأوساط الأكاديمية خلال النصف الأول من القرن العشرين، إذ يرجع هذا إلى تفضيل المنهجيات السلوكية في ذلك الوقت. أكد السلوكيون على ضرورة التجارب المضبوطة لقياس المنبهات وتسجيل السلوك المرصود. من منتصف القرن العشرين وما بعد، تزايدت أهمية علم السلوك الحيواني المعرفي داخل الأوساط العلمية والأكاديمية.
بعد بدء إنتاج الأفلام الوثائقية عن التاريخ الطبيعي في ستينيات القرن العشرين، انتشرت شعبية سلوك الحيوان بين عامة الناس. استخدم مقدمو هذه الأفلام، مثل ديفيد أتينبارا على قناة «بي بي سي» إنغلاند وجورج بيج على قناة «بّي بي إس» أمريكا، الخطابات المتناقلة والتجسيمية من أجل الوصول إلى جمهور أوسع، ما ساهم في زيادة الوعي والاهتمام في سلوك الحيوان وعلاقته بالإنسان والطبيعة.

## حقائق مثيرة للاهتمام
تشارلز داروين: أحب تشارلز داروين الكلاب بشكل كبير، وامتلك العديد منها خلال حياته. كان لديه شيله، وسبارك وقيصر خلال سنين مراهقته، ثم سافو، وفان، وداش، وبينشر ونينا في سنين شبابه وفي النهاية بوب، وبران، وكويز، وتارتار، وتوني، وبيبر، وباترتون وبولي، التي أدخلها في دراساته، في السنين اللاحقة عندما كان لديه أطفال. استخدم دارين في كتابه التعبير عن المشاعر لدى الإنسان والحيوان الأدلة المتناقلة لتفسير نظرياته. وصف داروين في كتابه «وجه الدفيئة»، التعبير الذي استخدمه كلب العائلة الأبقع بوب للتعبير عن حزنه بعد توقعه الذهاب في نزهة وعدم تحقق ذلك. قضى داروين سنواته اللاحقة مع بولي، كلبة الصيد البيضاء، التي اعتبرها كلبته المفضلة والكلبة الأخيرة التي امتلكها. ذكر داروين بولي في التعبير عن المشاعر لدى الإنسان والحيوان مشيرًا إلى لعقها يده «بشغف غير منقطع». أنهى فرانسيس، ابن داروين، حياة بولي بعد أيام من وفاة أبيه بنوبة قلبية، إذ أشارت إيما داروين «أصبحت بولي مريضة للغاية مع تورم في حلقها... لتزحف مبتعدة عدة مرات كما لو أرادت الذهاب لملاقاة حتفها» لتُدفن في حديقة العائلة.
ديفيد أتينبورو: اعتبر أتينبورو كتاب تشارلز داروين أصل الأنواع، الذي فسر فيه داروين نظرية التطور والاصطفاء الطبيعي الجوهرية لفهم المجتمعات للطبيعة، المنشور الأهم على الإطلاق عن الطبيعة وسلوك الحيوان.
جين جودال: كانت عالمة الرئيسيات جودال باحثة غير تقليدية. ساهم عملها باكتشاف العديد من السلوكيات الجديدة لدى الشمبانزي مثل استخدامها الأدوات والنظام الغذائي لدى الرئيسيات آكلات اللحوم. انتقد أستاذ الأبحاث في جامعة كامبريدج، روبرت هايند، في البداية لأساليب جودال غير التقليدية. تعرضت جودال أيضًا للانتقادات جراء إطلاقها الأسماء على الشمبانزي التي درستها في غومبي في تنزانيا، إذ أطلقت على أحدها اسم ديفيد غريبيرد وعرضت صوره مستخدمًا بعض الأدوات للوصول إلى النمل الأبيض أثناء مؤتمر عام 1962 في جمعية علم الحيوان في لندن. لم تكن جودال عالمة الرئيسيات الوحيدة التي أطلقت الأسماء على الشمبانزي أثناء وجودها في بيئتها، إذ أطلق عالم الأحياء البروفيسور جورج شالر بدوره الأسماء على الأفراد الذين درسهم. انتقد السير سولي زوكرمان، عالم تشريح في جمعية علم الحيوان في لندن في أبريل 1962، جودال لاستخدامها الأدلة المتناقلة.
«يوجد بين الحضور من يفضل الأدلة المتناقلة – ويجب الاعتراف أنني أعتبرها أحيانًا تكهنات غير محددة، إذ يُعد الاستناد إلى مجموعة كبيرة ومتسقة من البيانات عند بناء الاستنتاجات والتعميمات الرئيسية في العمل العلمي أكثر أمانًا من اللجوء إلى بضع ملاحظات معزولة ومتناقضة، إذ لا يترك تفسيرها في بعض الأحيان إلا القليل من المواد المرغوبة».
من خلال مراقبة قطيع الشمبانزي في موطنها الأصلي في ستينيات القرن العشرين، خلصت جودال إلى استنتاج متعارض مع المجتمع العلمي في ذلك الوقت، إذ لاحظت امتلاك الشمبانزي لشخصيات متنوعة فردية وقدرتها على تكوين الصداقات والإيثار. شملت بعض السلوكيات والمشاعر المرصودة العصبية، والعدوانية، والعناق، والتقبيل، والأحقاد، والركل، واللكم، والتبعية للفرد المهيمن والصداقة.
كتبت جين جوديل حول دراساتها على الشمبانزي في غومبي في كتابها، سبب للأمل، مستخدمة المصطلحات التجسيمية ما يسمح للقارئ بفهم ملاحظاتها في تنزانيا بشكل شخصي أكثر.